# Histoire de l'animation indienne
L'histoire de l'animation en Inde commence tôt, mais les studios indiens restent longtemps cantonnés à un rôle de sous-traitants pour de grands studios étrangers. L'essor d'une animation indienne indépendante a lieu dans les années 2000 avec le succès de Hanuman.

## Les premiers temps
En 1977 est réalisé un court métrage éducatif en animation traditionnelle, Ek Anek Aur Ekta, produit par la Films Division of India relevant du gouvernement indien. Diffusé à la télévision, il devient populaire, notamment grâce à la chanson qui en constitue la bande originale.
Les studios d'animation indiens restent longtemps cantonnés au rôle de sous-traitants pour d'autres pays. Cela n'empêche pas des réalisateurs indiens de se distinguer avec des films comme la coproduction indo-japonaise Ramayana: The Legend of Prince Rama, coréalisée par Yugo Sako et Ram Mohan, qui adapte à l'écran l'épopée du Ramayana en 1992 et est saluée par la critique américaine.

## Les années 2000: l'effetHanumanet l'essor d'une animation nationale indienne
Sorti en 2005, Hanuman, dessin animé qui conte les aventures du dieu-singe Hanuman et est accessible à un jeune public, est un succès critique et populaire inattendu, qui détrône les habituelles grosses productions au box-office. Il en résulte un « effet Hanuman » : le succès du film encourage les studios d'animation indiens à produire de plus en plus de films animés entièrement réalisés en Inde.
En témoignent des longs métrages comme, en 2007,  Return of Hanuman (toujours en dessin animé) et Bal Ganesh (animé en images de synthèse), puis Dashavatar en 2008. Ces films, comme Hanuman, adoptent des sujets tirés de grands classiques de la littérature indienne comme le Mahabharata et le Ramayana et plus généralement liés à la religion et à la mythologie hindoues. L'animation télévisuelle témoigne aussi de cette vogue.
Mais l'animation indienne s'inspire aussi du poids lourd de l'industrie cinématographique nationale qu'est Bollywood. En 2008, Roadside Romeo, un film d'animation résultat de l'association entre Walt Disney Pictures et un studio indien, Yash Raj Films, spécifiquement pour le marché indien, comprend des chansons sur le principe des films bollywoodiens. Entièrement produit en Inde cette fois, Koochie Koochie Hota Hai, en 2011, est tout simplement un remake sous forme de film d'animation, avec des personnages animaux, d'un film de Bollywood à succès, Kuch Kuch Hota Hai, sorti en 1998.
Dans le même temps, l'Inde continue à coproduire des longs métrages avec des studios étrangers, comme la coproduction indo-américaine Alpha et Oméga en 2010, réalisé par Crest Animation Productions, filiale indienne du studio indien Crest Animation Studios, ou la coproduction internationale The Prodigies en 2011. Les grands studios comme Walt Disney s'intéressent de plus en plus au marché indien : Walt Disney ouvre en 2004 une filiale indienne, The Walt Disney Company India, qui s'oriente vers la production de films grand public destinés au marché indien. Walt Disney India s'associe avec la compagnie indienne UTV Motion Pictures pour réaliser en 2012 Arjun: The Warrior Prince, inspiré du Mahabharata.
Encore méconnue en Europe, l'animation indienne jouit d'une bienveillance critique depuis le festival d'Annecy en 2008.